# Triumfetta guerrerensis
Triumfetta guerrerensis là một loài thực vật có hoa trong họ Cẩm quỳ. Loài này được Gual, S. Peralta & Diego mô tả khoa học đầu tiên năm 2001.